# Capoeiras
Capoeiras là một đô thị thuộc bang Pernambuco, Brasil. Đô thị này có diện tích 335,26 km², dân số năm 2007 là 19608 người, mật độ 58,49 người/km².